# Vitorlás agáma
A vitorlás agáma, régies nevén vitorlás gyík (Hydrosaurus amboinensis) a hüllők (Reptilia) osztályának pikkelyes hüllők (Squamata) rendjébe, ezen belül a gyíkok (Sauria) alrendjébe és az agámafélék (Agamidae) családjába tartozó faj.  A Hydrosaurus nemzetség 5 faja egyike.

## Kinézete
Ismertető jegyeik a zömök, de magas, oldalt összenyomott törzs, rövid, vastag fej, nagyon hosszú, vastag farok, izmos lábszárak és lábfej, amelyeknek hosszú ujjait a szegélyeken rojtosan kiugró pikkelyek fedik, feltűnőbb azonban a hát középvonala hosszában futó pikkelytaréj. A testet apró, négyoldalú pikkelyek takarják, amelyek a fejen és a háton vastagabbak. A fogsorban 6 apró, kúpalakú fog van elöl az állkapocsban, továbbá 4 hosszú szemfog és 13–13 zápfog. A combon egy sor pórus van.

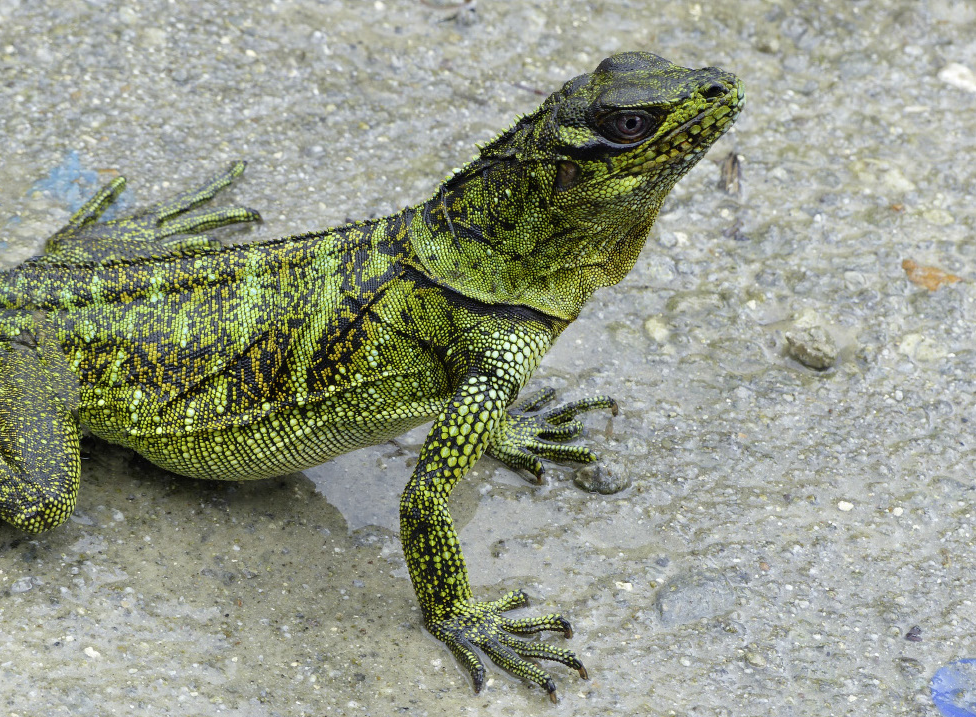
Nőstény vitorlás agáma

A közönséges vitorlásgyík (Hydrosaurus amboinensis) nemzetségének legismertebb faja. Teste 1 m-nél is hosszabb. Felső oldala olajbarna, amely a fején és nyakán zöldesbe megy át; fekete foltok és rajzok tarkítják. Egy bőrredő a vállai tájékán fekete.

## Elterjedése
A Jáván és a Maluku-szigeteken honos. Európába az első példányokat Amboinából hozták, innen amboionai gyíknak is nevezik.

## Életmódja
Tartózkodási helye a folyómenti erdők és bozótok. Tápláléka magvakon és bogyókon kívül vízi növények, férgek, százlábúak és más effélék. Ha megijesztik, a vízbe rohan s ott kövek alá rejtőzik. Tojásait a homokba rakja. Egyébként hálóval, sőt kézzel is megfogható, mert nagyon nyugodt, óvatos, s egyáltalában nem agresszív.  Fehér húsa emberi fogyasztásra alkalmas, állítólag kellemes vadíze van.